# Роккамонфина (вулкан)
Роккамонфи́на (итал. Roccamonfina) — потухший вулкан в провинции Казерта, в регионе Кампания, на юге Италии, который был активен в промежутке между 630 000 и 50 000 лет назад.
Стратовулкан с площадью основания 200 км². Его усеченный конус поднимается на 600 м среди молодых аллювиальных равнин. На вершине кальдера эллиптической формы диаметром 5 на 7 км. Отметка гребня кальдерного вала 933 м. Отметка дна кальдеры 580 м. В ней расположены центральные лавовые купола Сан-Кроче (1005 м) и Латтани (810 м), сложенные трахитами. На склонах Роккамонфины паразитические конусы и кратеры. Диаметр некоторых из них 3 км. Вулкан сформировался в течение четырех фаз развития, начиная со среднего плейстоцена, в настоящее время неактивен.
Вулкан является неотъемлемой частью регионального природного парка Roccamonfina-Foce Garigliano, созданного в 1993 году, который занимает более 11 000 гектаров в коммунах Конка делла Кампания, Галлюччо, Марцано Аппио, Роккамонфина, Сесса Аурунка, Теано, Тора и Пиччилли.
На склоне вулкана были открыты отпечатки ног ископаемого вида людей (Гейдельбергский человек), датированных примерно периодом 345 000 лет назад в затвердевшем пепле вулкана. Местные жители называли их «следами дьявола» (итал. Ciampate del Diavolo), поскольку только дьявол мог ходить по горячей лаве вулкана.